# سوار اسب صورتی
سوار اسب صورتی (انگلیسی: Ride the Pink Horse) فیلمی در ژانر نوآر و جنایی به کارگردانی رابرت مونتگومری است که در سال ۱۹۴۷ منتشر شد.

## بازیگران
- رابرت مونتگومری
- واندا هندریکس
- توماس گومز
- فرد کلارک
- آندریا کینگ
- آرت اسمیت
- هارولد گودوین